# Керашев, Анзаур Асланбекович
Анзаур Асланбекович Керашев (род. 20 февраля 1976, город Майкоп, Адыгейская АО, Краснодарский край, РСФСР, СССР) — российский государственный и политический деятель. Председатель Кабинета Министров Республики Адыгея (2023-н/вр). Доктор экономических наук, профессор.

## Биография
Родился 20 февраля 1976 года. сын известного журналиста Асланбека Керашева, внук Тембота Керашева, классика адыгской литературы.
Образование высшее, окончил в 1998 году Кубанский государственный технологический университет по специальности «менеджмент». Доктор экономических наук, профессор.
Избирался депутатом Совета народных депутатов муниципального образования «Город Майкоп» в 2008 году, Государственного Совета — Хасэ Республики Адыгея пятого созыва.
Награжден Почётным знаком Государственного Совета — Хасэ Республики Адыгея «Закон. Долг. Честь.», Почётной грамотой Государственного Совета — Хасэ Республики Адыгея, Почётным знаком «Государственный Совет — Хасэ Республики Адыгея. XX лет». Имеет почётное звание «Заслуженный деятель науки Республики Адыгея».
Директор Майкопского государственного гуманитарно-технического колледжа, проректор по непрерывному образованию и инновационной деятельности ФГБОУ ВО «Адыгейский государственный университет».
C сентября 2016 по февраль 2017 г. — депутат Государственного Совета — Хасэ Республики Адыгея, член комитета по образованию, науке, делам молодежи, спорту, СМИ и взаимодействию с общественными организациями.
С февраля 2017 г. — министр образования и науки Республики Адыгея.
С декабря 2021 года ИО Премьер-министра Республики Адыгея.
16 февраля 2023 года депутаты Госсовета-Хасэ Республики Адыгея единогласно избрали председателем Кабинета министров республики Адыгея Анзаура Керашева, которого на эту должность предложил глава региона Мурат Кумпилов.

## Семья
- Жена, две дочери и сын